# François-Joseph d'Isembourg-Birstein
Titre
Prince d'Isembourg
2 avril 1899 – 15 septembre 1939
(40 ans, 5 mois et 13 jours)
François-Joseph d'Isenbourg-Birstein (en allemand : Franz-Joseph zu Isenburg-Birstein), prince d'Isembourg, est né le 1er juin 1869 à Birstein, dans le grand-duché de Hesse, et mort le 15 septembre 1939 à Francfort-sur-le-Main, dans le Troisième Reich. Chef de la maison d'Isembourg-Birstein de 1899 à 1939, c'est un officier allemand à la tête de l'administration militaire en Lituanie pendant la Première Guerre mondiale (1915-1918).

## Famille
François-Joseph est le deuxième fils du prince Charles d'Isembourg-Büdingen (1838-1899) et de son épouse l'archiduchesse Marie-Louise d'Autriche-Toscane (1845-1917). Par son père, il descend donc du prince Victor Alexandre d'Isembourg-Büdingen (1802-1843) et de la princesse Maria Crescentia de Löwenstein-Wertheim-Rosenberg (1813-1878) tandis que par sa mère il a pour grands-parents le grand-duc Léopold II de Toscane (1797-1870) et sa femme la princesse Marie-Antoinette des Deux-Siciles (1814-1898).
En 1896, le prince François-Joseph épouse la princesse Frédérique de Solms-Braunfels (1873-1927), fille du prince Hermann de Solms-Braunfels (de) (1845-1900) et de sa femme Marie-Thérèse Éléonore de Solms-Braunfels (1852-1882). De ce mariage naissent six enfants :
- Marie-Louise d'Isembourg-Birstein (1897-1970), princesse d'Isembourg, qui épouse le comte Guillaume d'Oppersdorff (1896-1989) ;
- Alexandra d'Isembourg-Birstein (1899-1945), princesse d'Isembourg, qui s'unit au prince Édouard de Windisch-Grätz (1891-1976) ;
- François-Ferdinand d'Isembourg-Birstein (1901-1956), prince d'Isembourg, qui se marie à la comtesse Irina Tolstoï (1917) ;
- Sophie d'Isembourg-Birstein (1903-1971), princesse d'Isembourg ;
- Anne-Agnès d'Isembourg-Birstein (1904-1970), princesse d'Isembourg, qui épouse le comte Georges von Starhemberg (1904-1978) ;
- Ferdinand-Charles d'Isembourg-Birstein (1906-1968), prince d'Isembourg.

## Biographie
Deuxième fils du prince Charles d'Isembourg-Büdingen, François-Joseph prend la tête de sa maison lorsque son frère Léopold Wolfgang renonce à ses droits en 1898.
À l'époque impériale, François-Joseph siège à la chambre des seigneurs de Prusse (1901-1918), à la chambre des seigneurs du grand-duché de Hesse (1902-1918), au conseil municipal de Cassel et à l'assemblée de Hesse-Nassau (1912-1919).
Pendant la Première Guerre mondiale, François-Joseph dirige l'administration militaire allemande en Lituanie (1915-1918).